# Root beer

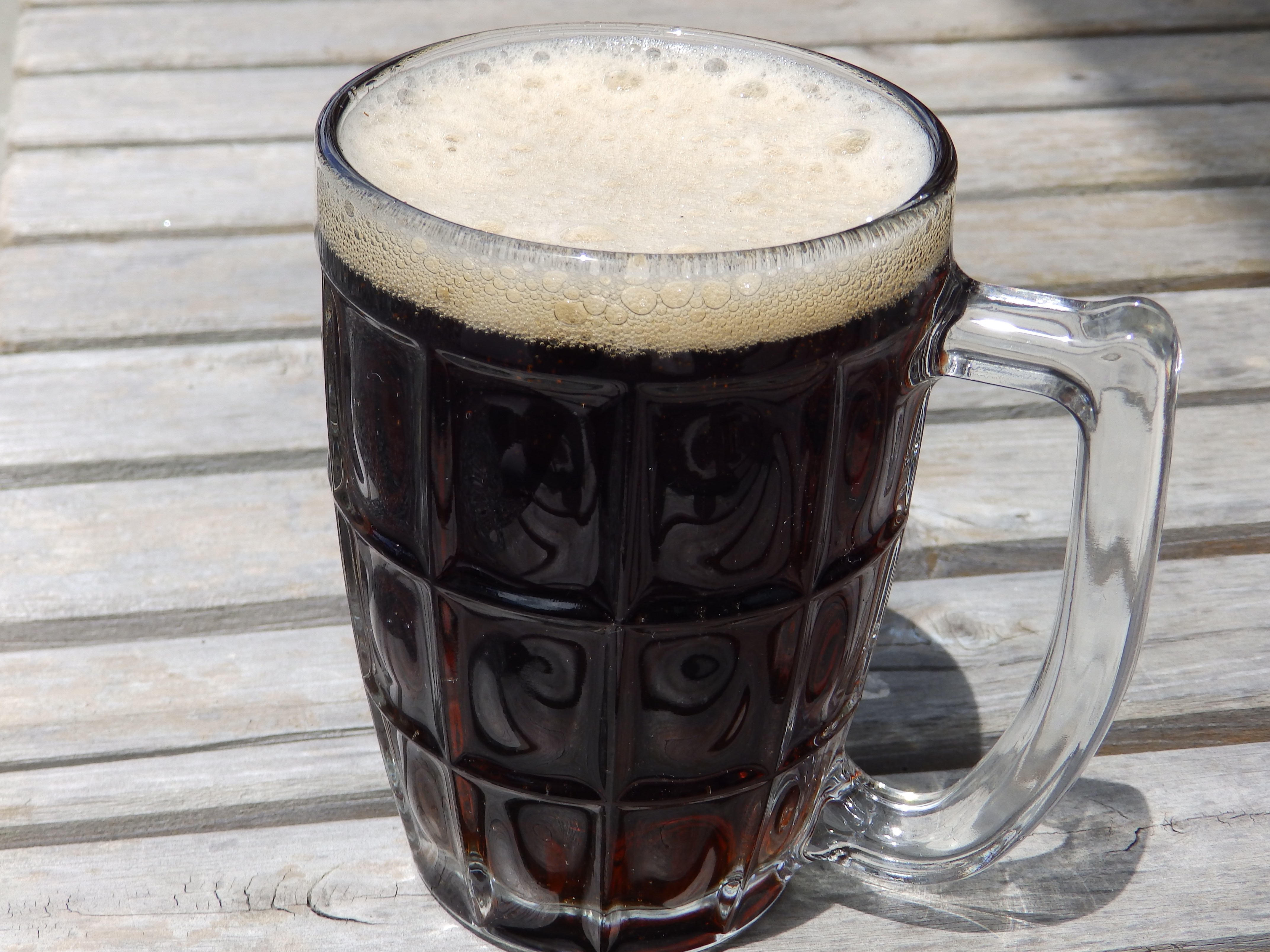
Půllitr kořenového piva

Root beer (doslovně kořenové pivo) je sladká severoamerická limonáda vyráběná z výtažků kořenové kůry kašti bělavé (Sassafras albidum). Tradičně je to nealkoholický nápoj, na který však lze narazit i v alkoholické verzi. Kvůli potenciální karcinogenitě kašťového extraktu se dnes toto aroma vyrábí synteticky. Mezi hlavní značky v USA patří A&W Root Beer, Barq's, Dad's Root Beer, Hots Root Beer a Mug Root Beer, z toho A&W, Barq's a Tribe Root Beer jsou známé i v Česku.
Mezi kořenová piva vyráběná v USA obsahující alkohol patří Small Town Brewery's Not Your Father's Root Beer; Coney Island Brewing Co.'s Hard Root Beer; a Best Damn Brewing Co.'s Best Damn Root Beer.

## Dějiny

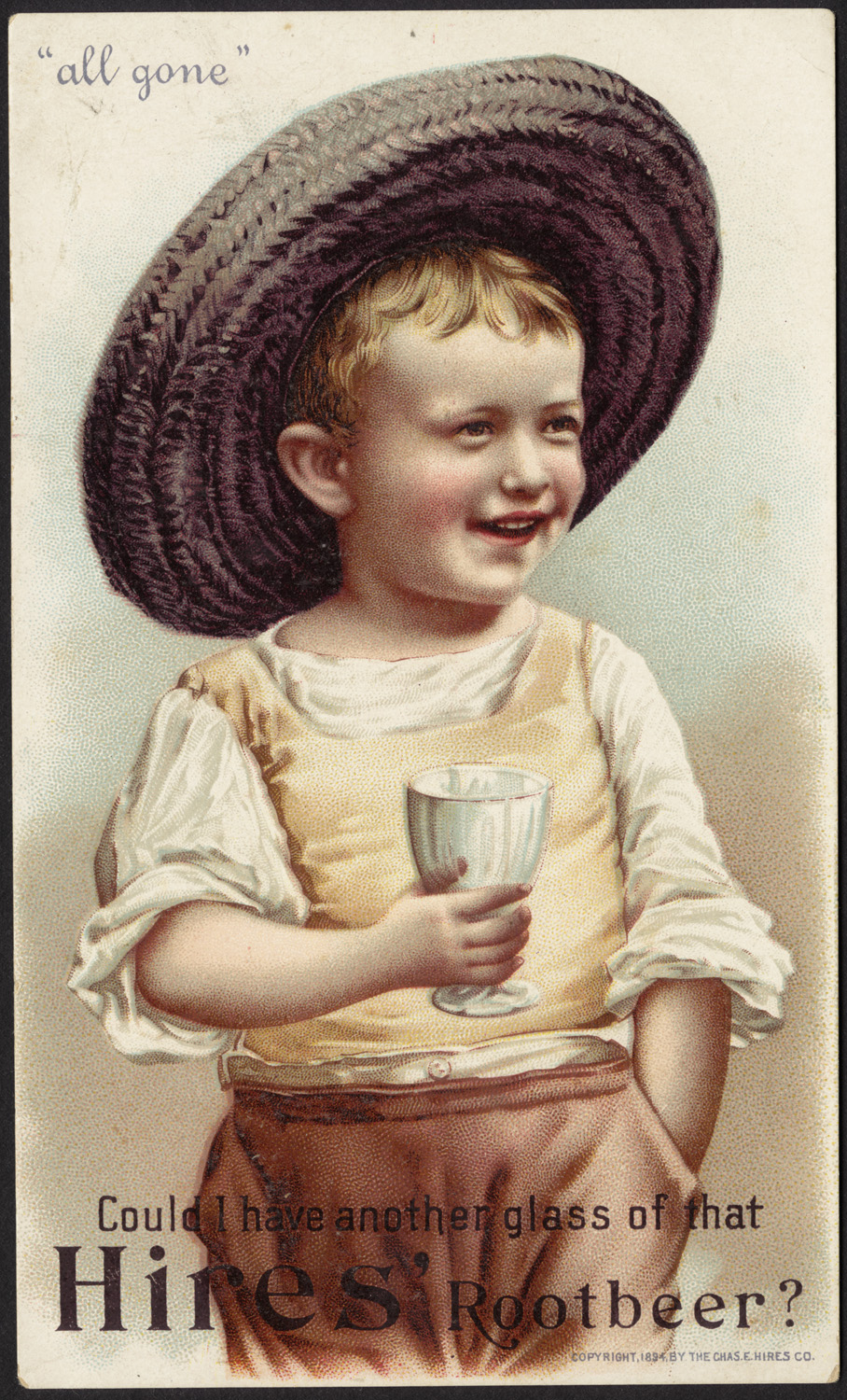
Reklama na Hiresův Root beer z roku 1894

Nápoje z kašti vyráběli původní obyvatelé Ameriky ještě před příchodem Evropanů.
Kořenové pivo poprvé uvedl na trh Charles E. Hires, který ho představil v roce 1876 ve Filadelfii na mezinárodním veletrhu Centennial Exposition. Původně chtěl nápoj pojmenovat „kořenový čaj“, protože ale jeho zamýšlenou klientelou byli horníci z pensylvánských dolů, nakonec ho nazval kořenové pivo. Nealkoholické verze kořenového piva slavily komerční úspěch, zejména pak v době americké prohibice.

## Ingredience
V dnešní době se root beer komerčně vyrábí v každém státě USA a v Kanadě. Ačkoliv je tato limonáda nejoblíbenější v Severní Americe, vyrábí se i v jiných zemích, včetně Austrálie, Velké Británie, Malajsie, Argentiny, Německa, Filipín, Singapuru, Tchaj-wanu, Jižní Koreje, Indonésie, Švédska, Vietnamu, a Thajska. Chuť kořenového piva se může v jednotlivých zemích lišit, ale základ všech je stejný: filtrovaná voda, cukr a umělé kašťové aroma. K tomuto základu se pak přidávají různé příchutě jako je vanilka, gaultheriová silice (wintergreen), kůra ze střemchy pozdní, kořen lékořice, kořen přestupu léčivého (sarsaparilla), muškátový oříšek, akácie, anýz, melasa, skořice, bříza sladká a med. K vytvoření pěny se používá sojový protein, hnědého zabarvení se dosáhne přidáním karamelového potravinářského barviva.